# Anastasija Beljakova
Anastasija Evgen'evna Beljakova (in russo Анастаси́я Евге́ньевна Беляко́ва?; 1º maggio 1993) è una pugile russa.

## Palmarès

### Olimpiadi
- 1 medaglia:
  - 1 bronzo (Rio de Janeiro 2016 nei pesi leggeri)